# Angostura (Costa Rica)
Pour les articles homonymes, voir Angostura.
Angostura est un site de la vallée centrale du Costa Rica, sur les flancs du volcan Turrialba et proche de la ville éponyme, dans la province de Cartago. Il a hébergé au XIXe siècle, à plusieurs reprises, les premières colonies de peuplement étrangères du Costa Rica, consacrées à l'innovation agricole, et qui ont été recyclées au XXe siècle en parc nautique et en barrage hydroélectrique.

## Histoire

### Première colonie
Le baron allemand Alexander von Bülow avait joué un rôle important dans le lancement de la  Compagnie Belge de Colonisation en 1843, sur la côte atlantique du Guatemala. Il crée six ans plus tard, en 1849, la "Berlin Colonial Association", qui coopère avec sa rivale la "Hamburg Association for Colonisation in Central America". Associé à Luis Von Chamier, il obtient en 1851, cette fois au Costa Rica, et sur un site plus favorable à la caféiculture, la concession d'une superficie d'environ 10 000 hectares dans un endroit éloigné et solitaire, à une altitude moyenne de 1000 mètres, sur les flancs du Turrialba, stratovolcan actif du Costa Rica, idéal pour la caféiculture. Il y fonde la colonie d'Angostura, la première du Costa Rica, où arrivent en 1853 une centaine de familles de Brême. 
L'ingénieur allemand Franz Kurtze, actif depuis 1848 dans la recherche sur les volcans du Costa Rica participe au projet et tente de tracer une route entre Carthage et la côte atlantique, pour permettre le transport des produits de la colonie, d'une manière plus pratique pour les exportations vers l'Allemagne, mais épuise la quasi-totalité du prêt destiné à la construction de routes, ruinant la colonie, même si Franz Kurtze devient ensuite directeur des travaux publics du Costa Rica. Les Allemands ont estimé ensuite que la côte pacifique était plus appropriée, en raison des conditions du sol. La colonie d'Angostura disparait à la mort de Bulow, en 1856 au Nicaragua. Les concessions accordées à la "Berlin Colonial Association" sont déclarées obsolètes et invalides le 18 juillet 1861, par le Sénat du Costa Rica.

### Seconde colonie
La Société d'émigration de la Poméranie, s'est entretemps installée à l'automne 1853 à Angostura, menée par Herr Von Chamieux, de Koenigsberg, venu à Angostura l'année précédente, et Franziska Bibend, une riche héritière, puis s'est déplacée au delta costaricien de Serapiqui, dans la province de Heredia.

### Le centre de recherche sur l'agriculture
Dans les années 1940 est créé sur le site un centre de recherche sur l'agriculture tropicale, le CATIE. Il est doté de 50 plantations et jardins botaniques dédiés au café, à l'avocat, la mangue, le cacao et d'autres fruits et espèces tropicales.

### Le barrage hydroélectrique
Un barrage hydroélectrique est ensuite créé sur le site, d'une puissance de 177 mégawatts, géré par Grupo ICE (Instituto Costarricense de Electricidad), la société nationale électrique du Costa Rica.[réf. nécessaire]
Le barrage est construit sur le Reventazón. Le réservoir ainsi créé reçoit l'Atirro et le canal du Tuis (mais pas le Tuis) en rive droite ; et le canal du Turrialba (mais pas le Turrialba) en rive gauche. Il fait partie de l'aménagement à but multiple des rivières Macho et Reventazon, qui comprend aussi les centrales de Rio Macho (141 MW, 1959-1978), de La Joya (51 MW, 2006) et de Pirris-Garita (128 MW, 2011)13. Le lac accueille des activités nautiques, et dans les environs des  attractions et activités, comme le canyoning et la descente de chute d'eau, ainsi que le Guayabo National Park.[réf. nécessaire]